# Абросімов Костянтин Пилипович
Костянтин Пилипович Абросімов (1916–1964) — український радянський вчений і конструктор, кандидат технічних наук (1949).

## Біографія

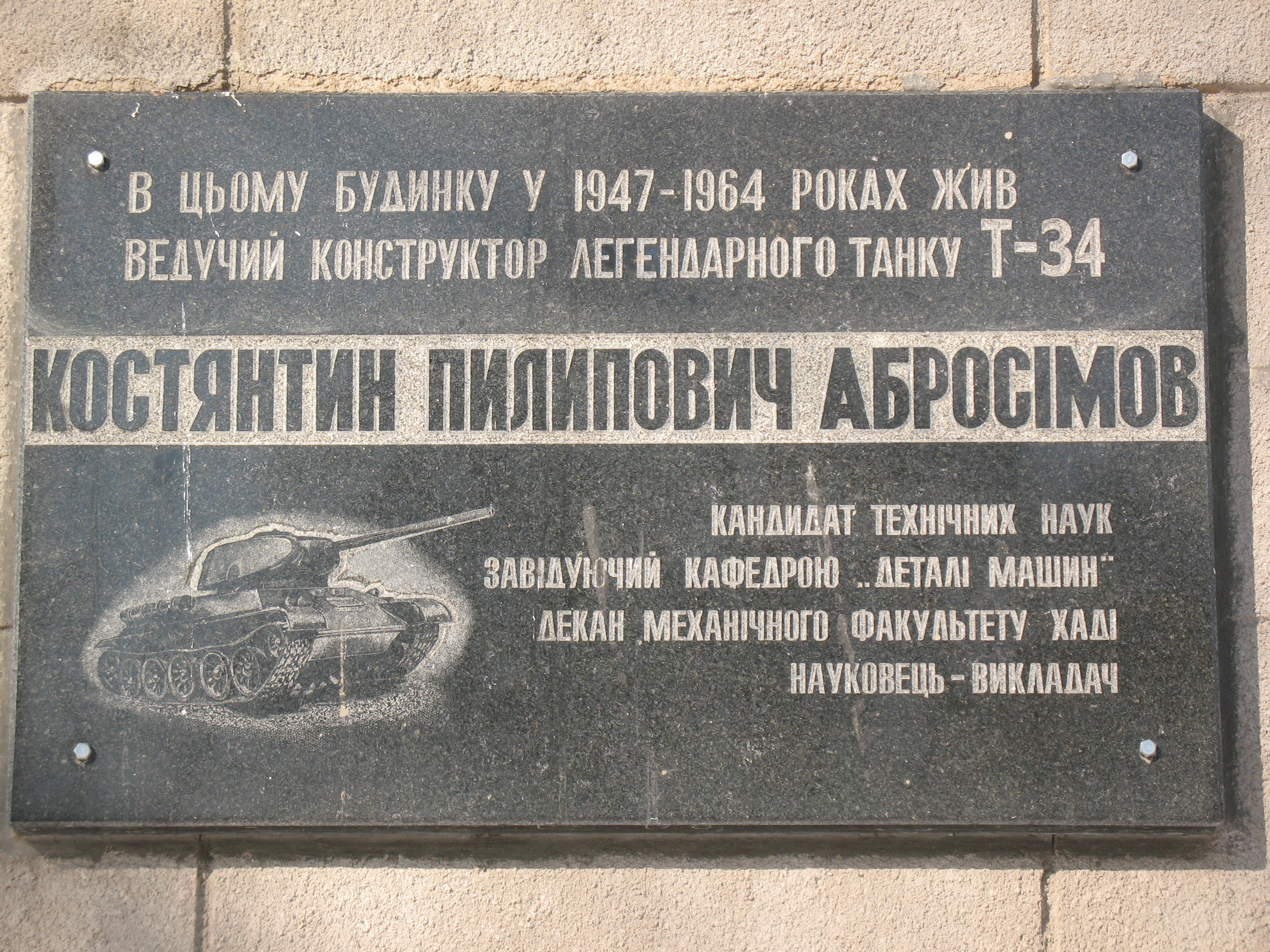
Меморіальна дошка на будинку у Харкові, де він жив

Народився в Харкові в 1916 році в сім'ї середняків і був хрещений у церкві Успіння Пресвятої Богородиці. Його батько — Пилип Абросімов, працював у одеському мануфактурному магазині свого дядька, успішного купця Григорія Абросімова. У період НЕПу він тримав невеликий магазин та торгував тканинами на Кінному ринку у Харкові.
Костянтин закінчив школу та робітфак. Потім закінчив Харківський автомобільно-дорожній інститут (ХАДІ) і почав працювати в конструкторському бюро Харківського танкового заводу (нині завод ім. Малишева) як інженер-механік. Під час німецько-радянської війни модернізував ходову частину танка Т-34.
Після війни деякий час працював на танковому заводі, потім викладав у ХАДІ, де написав дисертацію на тему «Дослідження впливу внутрішніх амортизаторів на довговічність катків швидкохідних гусеничних машин». Працюючи в інституті, був завідувачем кафедри, деканом механічного факультету, написав низку наукових статей та став одним із авторів підручника для конструкторів «Машини для будівництва доріг», виданого в СРСР у 1962 році. Також займався громадською діяльністю — був депутатом Харківської міської та районної Рад.
Помер 1964 року в Харкові. На будинку, на вулиці Алчевських, 37 (Каразіна, 19) у Харкові, в якому жили Абросімов та інші співробітники ХАДІ — в 2003 році встановили меморіальну дошку.
Серед нагород мав орден «Знак Пошани» та інші медалі.